# کلیفتون هیل (میزوری)
کلیفتون هیل (به انگلیسی: Clifton Hill) یک شهر در ایالات متحده آمریکا است که در شهرستان رندولف، میزوری واقع شده‌است. کلیفتون هیل ۰٫۴۴ کیلومتر مربع مساحت و ۱۱۴ نفر جمعیت دارد و ۲۱۸ متر بالاتر از سطح دریا قرار دارد.